# 毕祖朽
毕祖朽（？—？），东平郡须昌县（今山东省泰安市东平县）人，北魏官员。

## 生平
毕祖朽身高八尺，腰带十围，阅览经书史籍，喜好文章诗歌，性情宽厚，善于与他人交友，袭父亲毕元宾的爵位须昌侯，依例降为伯爵。毕祖朽以员外郎为起家官，历任尚书郎、治书侍御史，加宁远将军、兖州中正。
正始三年（506年），正始三年（506年），南梁辅国将军萧及率领两万军队攻克固城，冠军将军鲁显文、骁骑将军桓和等率领一万军队驻扎在孤山。将军角念率领一万军队，扰乱龟蒙，当地的百姓跟随南梁叛变的有一半。北魏朝廷任命毕祖朽为统军，署理宁朔将军，隶属邢峦前往讨伐。毕祖朽开导招诱有方，投降者前后相继。邢峦派遣统军樊鲁讨伐桓和，别将元恒芝进攻固城，统军毕祖朽讨伐角念。八月壬寅（506年9月12日），樊鲁在孤山击败南梁将军桓和，元恒芝攻克固城，毕祖朽进攻角念，梁军出兵迎战，毕祖朽大破敌军。梁军退回营寨，毕祖朽又在夜间火攻，梁军士兵溃散。魏军追击一百多里，斩首俘虏和在沂水中淹死的梁军有四千多人，北魏斩杀了南梁龙骧将军矫道仪、宁朔将军王季秀，北魏的兖州全部平定。毕祖朽因功封南城县开国男，食邑二百户，又历任散骑侍郎、中书侍郎，加龙骧将军。延昌末年，安南将军元志征讨南梁的荆沔地区，以毕祖朽为元志的军司，毕祖朽又兼任给事黄门侍郎，很快升任司空长史。神龟末年，毕祖朽出任持节、东豫州刺史、龙骧将军如故。毕祖朽善于抚慰边境百姓，清廉平和有信义，力求政治安定，百姓称赞他。回朝后，毕祖朽出任前将军、太尉长史、兼任尚书北道行台。
孝昌初年，毕祖朽出任持节、前将军、南兖州刺史，很快转任度支尚书。毕祖朽经过定州时还没来得及上任，改为出任安东将军、瀛州刺史，被叛军首领鲜于修礼围攻数十天，毕祖朽坚守抗敌，在瀛州去世。朝廷赠予前将军、吏部尚书、兖州刺史。毕祖朽没有儿子，以弟弟毕祖归的儿子毕义畅为后嗣，承袭爵位。
毕元宾归附北魏后，先是娶东平刘氏，有四个儿子毕祖朽、毕祖髦、毕祖归、毕祖旋，获赐妻元氏生两个儿子毕祖荣、毕祖晖。毕祖朽最年长，毕祖晖比毕祖髦小。北魏的旧例，前妻即便先有儿子，之后赐妻所生的儿子都是承宗的嫡子。所以刘氏先去世，毕祖晖不服重孝；元氏后去世，毕祖朽等人都为元氏守孝三年。

## 家庭

### 父母
- 毕元宾，北魏使持节、平南将军、殿中尚书、彭城平公
- 东平刘氏

### 兄弟姐妹
- 毕祖髦，北魏扬烈将军、兖州别驾、须昌伯
- 毕祖荣，早逝，由儿子毕义允袭毕众敬爵位东平公
- 毕祖晖，北魏抚军将军、豳州刺史、新昌县子
- 毕祖归，北魏建宁郡太守
- 毕祖旋，北魏太尉行参军、镇远将军

### 子女
- 毕义畅，东魏散骑常侍、车骑将军、南城县男